# Gilda vittiventris
Gilda vittiventris är en insektsart som beskrevs av Walker 1870. Gilda vittiventris ingår i släktet Gilda och familjen sköldstritar. Inga underarter finns listade i Catalogue of Life.